# Richard Harmon
Richard Scott Harmon (Mississauga, Ontario; 18 de agosto de 1991) es un actor canadiense. Ha trabajado en las series, Tower Prep, The Killing, Continuum, Van Helsing y The 100

## Biografía
Richard Harmon nació en la ciudad de Mississauga en Ontario. Es hijo del director Allan Harmon y de la productora Cynde Harmon y hermano menor de Jessica Harmon, también actriz. Hizo su debut profesional a los 11 años, en la serie de televisión, Jeremiah.

## Filmografía y Televisión
| Año  | Título                                             | Papel           | Notas                    |
| 2005 | School of Life                                     | Timmy           | Película para televisión |
| 2005 | Painkiller Jane                                    | Squeak          | Película para televisión |
| 2007 | To Be Fat Like Me                                  | Kyle            | Película para televisión |
| 2007 | Trick 'r Treat                                     | Vampire kid     |                          |
| 2008 | Left Coast                                         |                 | Película para televisión |
| 2009 | Wolf Canyon                                        | Intern          | Película para televisión |
| 2010 | The Cult                                           | Lucas           | Película para televisión |
| 2010 | Percy Jackson & the Olympians: The Lightning Thief | Smart ass kid   |                          |
| 2010 | Dear Mr. Gacy                                      | Víctima         |                          |
| 2010 | Triple Dog                                         | Stephan         |                          |
| 2011 | Time After Time                                    | Ricky           | Película para televisión |
| 2011 | Judas Kiss                                         | Danny Reyes Jr. |                          |
| 2012 | Rufus                                              | Clay            |                          |
| 2012 | The Pregnancy Project                              | Aaron           | Película para televisión |
| 2012 | Girl in Progress                                   | Bad boy         |                          |
| 2012 | Grave Encounters 2                                 | Alex Wright     |                          |
| 2012 | The Wishing Tree                                   | Andrew Breen    | Película para televisión |
| 2013 | One Foot In Hell                                   | Cory            | Película para televisión |
| 2013 | Forever 16                                         | Jared           | Película para televisión |
| 2013 | Evangeline                                         | Konnor          |                          |
| 2013 | Scarecrows                                         | Tyler           | Película para televisión |
| 2013 | If I Had Wings                                     | Alex Taylor     |                          |
| 2014 | Cruel & Unusual                                    | William         |                          |
| 2014 | Christmas Icetastrophe                             | Tim Ratchet     | Película para televisión |
| 2015 | The Age of Adaline                                 | Tony            |                          |
| 2015 | A Mother's Instinct                                | Seth Durand     | Película para televisión |
| 2015 | The Hollow                                         |                 | Television film          |
| 2018 | Crypto                                             | Jake            |                          |
| 2018 | I Still See You                                    | Kirk Lane       |                          |
| 2020 | Darkness Falls                                     | Adam Witver     |                          |
| 2020 | The Return                                         | Roger           |                          |
| 2020 | Woodland                                           | Jake            |                          |
| 2021 | A Cinderella Story: Starstruck                     | Kale            |                          |
| 2022 | Game, Set, Love                                    | Will            | Película para televisión |
| 2025 | Destino Final: Lazos de Sangre                     | Erik Campbell   |                          |

### Televisión
| Año       | Título                         | Personaje                       | Notas |
| --------- | ------------------------------ | ------------------------------- | --- |
| 2003      | Jeremiah                       | Madison                         | Episodio: "The Mysterious Mister Smith" |
| 2006      | Medium                         | Stephen Cambell                 | Episodio: "The Boy Next Door" |
| 2006      | Da Vinci's City Hall           | Andrew                          | 2 episodios |
| 2007      | Flash Gordon                   | Tee-Jay's friend                | Episodio: "Ascension" |
| 2007      | Aliens in America              | Junior #2                       | Episodio: "Junior Prank" |
| 2009      | Smallville                     | Gaunt teenage addict            | Episodio: "Turbulence" |
| 2010      | Caprica                        | Tad/Heracles                    | 2 episodios |
| 2010      | Riese: Kingdom Falling         | Prototype                       | 7 episodios |
| 2010      | Fringe                         | Teenager                        | Episodio: "White Tulip" |
| 2010      | Shattered                      | Trevor Stanwood                 | Episodio: "Sound of a Strap" |
| 2010      | Tower Prep                     | Ray Snider                      | Rol recurrente |
| 2011      | Clue                           | Andrew                          | Episodio: "School for Conspiracy" |
| 2011      | The Haunting Hour: The Series  | Bobby/Caleb                     | 2 episodios; Won – Leo Award for Best Performance in a Youth or Children's Program or Series (2011) |
| 2011–2012 | The Killing                    | Jasper Ames                     | Rol recurente (temporadas 1–2) |
| 2012      | The Secret Circle              | Ian                             | 2 episodios |
| 2012–2015 | Continuum                      | Julian Randol                   | Recurrente; Won – Leo Award for Best Supporting Performance by a Male in a Dramatic Series (2013) |
| 2013–2014 | Bates Motel                    | Richard Sylmore                 | 4 episodios |
| 2013      | Rogue                          | Lee                             | 2 episodios |
| 2014–2020 | Los 100                        | John Murphy                     | Recurrente (temporadas 1–2); Rol principal (temporadas 3–7); Won – Leo Award for Best Supporting Performance by a Male in a Dramatic Series (2014) Nominated – Leo Award for Best Guest Performance by a Male in a Dramatic Series (2015) Nominated – UBCP/ACTRA Award for Best Actor (2017) Nominated – Leo Award for Best Supporting Performance by a Male in a Dramatic Series (2018) Nominated – Leo Award for Best Supporting Performance by a Male in a Dramatic Series (2020) |
| 2014      | Intruders                      | Bix                             | Episodio: "There Is No End" |
| 2015      | CSI: Crime Scene Investigation | Kyle Jessup                     | Episode: "Merchants of Menace" |
| 2015      | Garage Sale Mystery            | William Carson                  | Episode: "The Deadly Room" |
| 2019      | Van Helsing                    | Max Borman                      | Recurring (season 4) Won – Leo Award for Best Guest Performance by a Male in a Dramatic Series (2020) Nominated – UBCP/ACTRA Award for Best Supporting Performance, Male (2020) |
| 2021      | Kung Fu                        | TJ                              | Episode: "Destiny" |
| 2022      | Fakes                          | Tryst                           | |
| 2023      | The Flash                      | Owen Mercer / Captain Boomerang | Recurring role |
| 2023      | El Agente Nocturno             | Elliot Rome                     | Recurring role |
| 2023      | The Good Doctor                | Eddie Richter                   | Episodio: "Blessed" |
| 2024      | Tracker                        | Matt Winslow                    | Episodio: "Springland" |
| 2025      | Alert: Missing Persons Unit    | Jeffrey Evans                   | Episodio: "April" |